# Хела (ћелијска линија)
Хела (енгл. HeLa) је тип ћелије у умртвљеној ћелијској линији која се употребљава у научним истраживањима . Она је најстарија и најшире употребљавана линија људскјких ћелија . Линија је изведена из ћелија канцера грлића матернице, које су узете 8. фебруара 1951[3] од Хенријете Лакс, пацијента која је умрла од рака, 4. октобра 1951. За ћелије је утврђено да су изузетно издржљиве и пролиферативне (брзоделеће), што оправдава њихову широку примену у научним истраживањима .
Ћелије Хенријетиног тумора су биле узете без без њеног знања или пристанка истраживача Џорџа Геја, који је утврдио да су се могле одржавати у животу . Пре тога, ћелије које су култивиране из других ћелија могле су преживети само неколико дана.
Научници су провели више времена покушавајући да ћелије држе у животу него на стварна истраживања о њима, али неке ћелије из узорка Хенријетиног тумора понашале су се другачије од других. Џорџ Геј је успео да изолује једну специфичну ћелију, умножи је и покрене линију ћелија. Геј је ту линију назвао узорак Хела, према почетним словима имена Хенријете Лакс. То су биле прве људске ћелије узгојене у лабораторији које су биле "бесмртне", односно да нису умрле након неколико ћелијских подела, и као такве су се могле користити за обављање многих експеримената. То представља огромну благодат за медицинска и биолошка истраживања 
Стабилан раст Хела ћелија омогућио је истраживачима у болници Универзитета Минесота Хоспитал да постигну успешан развој полио вируса, омогућавајући развој одговарајуће вакцине , а 1954, Џонас Салк, употребом ових ћелија, развио је вакцину за полио вирус. Да би тестирали Салкову нову вакцину, ћелије су ставили у масовну производњу у првој лаобораторији која је икада производила ћелије .
1955. године Хела ћелије су биле прве људске ћелије које су успешно клониране . Потражња за Хела ћелија брзо је расла. Будући да су стављене у масовну производњу, Харијетине ћелије су користили научници широм света за "истраживање рака, АИДС-а, ефеката зрачења и отровних материја, мапирање гена, и безброј других научних тежњи. Хела ћелије се и данас користе за тестирање људске осетљивости на траке, лепкове, козметику, и многе друге производе. Научници су умножили око 20 тона њених ћелија, а заштићено је готово 11.000 патената који укључују Хела ћелије .